# COINTELPRO
COINTELPRO (akronim od ang. Counter Intelligence Program, w tłum. na pol. „Program kontrwywiadowczy”) – program przeprowadzania tajnych i czasami nielegalnych operacji przeprowadzanych przez Federalne Biuro Śledcze (FBI) w celu śledzenia, infiltrowania i zakłócania działania amerykańskich organizacji politycznych.

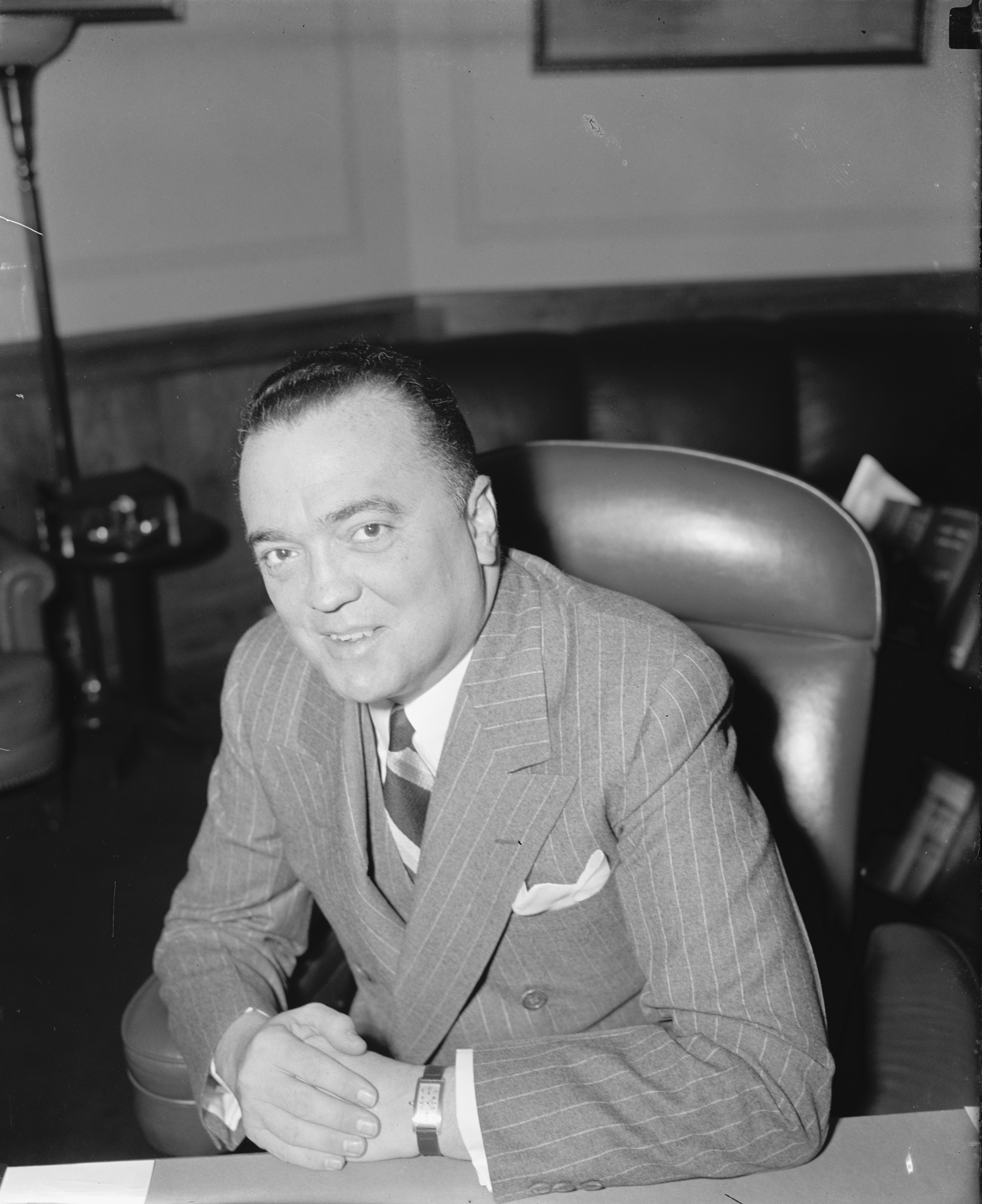
J. Edgar Hoover

Od 1955 do 1975 roku Federalne Biuro Śledcze przeprowadziło 740 tysięcy dochodzeń w sprawach dotyczących działalności wywrotowej. Zdołało w tym czasie zgromadzić 6,5 miliona akt sporządzonych na podstawie informacji wywiadu wewnętrznego. Większość akt powstała w ramach programu COINTELPRO.
Realizację programu COINTELPRO rozpoczęto w 1955 roku, kiedy szef FBI John Edgar Hoover oznajmił Radzie Bezpieczeństwa Narodowego, że istnieje plan infiltracji, penetracji i rozbicia Komunistycznej Partii Stanów Zjednoczonych (ang. Communist Party of the United States of America, CPUSA). Koncepcja planu miała polegać nie tylko na tropieniu członków, lecz na całkowitym zniszczeniu samej partii; miało to siłą rzeczy uniemożliwić jej członkom prowadzenie działalności szpiegowskiej.
Operacja COINTELPRO szybko przekroczyła określone granice, czyli infiltrację CPUSA. Hoover zalecił swoim agentom monitorowanie działalności wszystkich organizacji, które (jego zdaniem) mogły stać na przeszkodzie realizacji celów politycznych władz USA. Wkrótce programem COINTELPRO objęto takie ugrupowania, jak m.in. Socjalistyczna Partia Robotnicza (ang. Socialist Workers Party), Ku Klux Klan, Amerykańska Partia Nazistowska (ang. American Nazi Party), Weathermen oraz ugrupowania afroamerykańskie, jak Czarne Pantery czy Konferencja Przywódców Chrześcijan z Południa (ang. Southern Christian Leadership Conference, SCLC) doktora Martina Luthera Kinga.
W miarę nasilenia się protestów przeciwko wojnie w Wietnamie, celem programu COINTELPRO stały się przede wszystkim ugrupowania antywojenne.